# Світле свічадо царських родоводів
«Сві́тле свіча́до ца́рських родово́дів» — письмове джерело, в якому йдеться про основні події тибетської історії та історії навколишніх країн, починаючи з VII ст. до 1368 року. Написана тибетською мовою.

## Авторство
Сьогодні автором вважається Саджа Соднамджалцан (1312–1375). Текст літопису було надруковано на дошках у 1478 році за часів володаря Балджора у Лхасі у монастирі Прулнан.
Літопис став відомим у Європі на початку XIX ст. Вперше про нього йдеться у Граматиці тибетської мови угорського вченого Чома Кьореші (1834 рік). Довгий час точилася дискусія щодо часу та авторства написання літопису. На сьогодні практично ніхто не сумнівається у авторстві Саджа Соднамджалцана, настоятеля монастиря Сам-е.
Інколи літопис називають «Світле свічадо історії буддизму та царських родоводів». Сам автор цього літопису називає його «Світле свічадо історії буддизму». Проте на титульному листі стоїть назва «Світле свічадо царських родоводів», під якою вона відома у європейській літературі.

## Зміст
Літопис складається з 18 глав, які мають особисту назву, окрім заключної частини.
Глава 1 «Про те, як виник всесвіт, які були буддистські царі в Індії, про появу у світі вчителя Шак'я-муні та стосовно розповсюдження досконалоного вчення».
Глава 2. «Про те, як були споруджені три статуї Будди Шак'я-муні та як вони були освячені».
Глава 3. «Про розповсюдження досконалого вчення у Китаї та Монголії та які там були царі».
Глава 4. «Народження бодисатви Авалокітешвари у лотосі та про вигоду шестилітерної формули».
Глава 5. «Про те, як Авалокітешвара призвав вперше мешканців Снігової країни на шлях спасіння».
Глава 6. «Про те, як він втілився у царя коней та працював на благо живих істот».
Глава 7. «Про походження тибетців від мавп та гірської відьми».
Глава 8. «Про те, як з'явилися перші тибетські царі»
Глава 9. «Про те, як з тіла Авалокішевари розповсюдилися чотири промені світла, та про народження царя Сронцангамбо»
Глава 10. «Про те, як сановник Тонмі запозичив з Індії абетку та про створення царем законів, заснованих на десяти буддійських чеснотах».
Глава 11. «Про те, як за бажанням царя з Індії та Непалу були привезені зображення небожителів».
Глава 12. «Про запрошення непальської принцеси».
Глава 13. «Про запрошення китайської принцеси».
Глава 14. «Про те, як були споруджені храми Тадул, Дулджилхакхан, Прулнан, Рамоче».
Глава 15. «Про те, як ці храми були освячені».
Глава 16. «Про скарб та навернення у буддизм усіх підданих Тибету».
Глава 17. «Про те, як цар та його дружини закінчили свої справи та повернулися у серце з одисатви одинадцятьма обличчями».
Глава 18. назви не має. Це нариси історичних подій у Тибеті з VII до XIV ст. Також тут розміщено короткий опис історії відносин Китаю та Тибету з VII до IX ст.